# Guerra civil española en la provincia de Ávila
La guerra civil española (1936-1939) tuvo un desarrollo desigual en las provincias de la actual comunidad autónoma de Castilla y León. Los sublevados el 19 de julio de 1936 no tuvieron dificultad para hacerse con el control de la capital provincial. Ávila prácticamente carecía de fuerzas militares, pero fue una de las pocas provincias donde se dieron auténticos hechos de armas, en los primeros momentos de la contienda (la llamada guerra de las columnas), cuando en el sur de la provincia, lindado con Madrid y Toledo, se formó una zona ambigua por donde deambularon tanto las columnas sublevadas que se dirigían a Madrid como fuerzas gubernamentales que trataban de impedir el avance de los rebeldes.

## Fuerzas militares
Ávila pertenecía a la 7ª División orgánica y su valor militar era nulo en cuanto a la fuerza disponible, pero muy grande en cuanto a su situación geográfica, debido a las sierras que limitan al este con Madrid y al sur con Toledo.
Su única guarnición era la Caja de Recluta y el Colegio Preparatorio para Suboficiales y Sargentos, que entre ambos no sumaban dos docenas de hombres. La comandancia de la Guardia Civil agrupaba un centenar de hombres. Había también una sección del Cuerpo de Seguridad y Asalto mandada por un teniente. El jefe clandestino de la conspiración era el coronel jefe de la Caja de Recluta y comandante militar de la plaza, Manuel González Villamil, a las órdenes de la junta militar clandestina de Valladolid.

## Situación política
La CEDA era la organización política más potente de toda la provincia, junto con su filial, la JAP. Falange Española apenas contaba con una quincena de afiliados, pero su jefe clandestino era el capitán de la Guardia Civil Florentino Chicote.
La Casa del Pueblo, por medio de los sindicatos de la UGT, centralizaba la organización obrera, que era poco numerosa, ya que en la ciudad tampoco abundaba la actividad industrial.

## El Alzamiento
El 14 de julio, el gobernador Manuel Ciges Aparicio ordenó al coronel jefe de la Guardia Civil que le entregara todas las armas requisadas en las semanas anteriores, a lo que éste se negó, siendo destituido. Ocupó su puesto el teniente coronel Romualdo Almoguer Martínez, hasta entonces destinado en Madrid. El día 18, los militares no actuaron, a pesar de que estaban con el golpe, porque el comandante militar no se encontraba en la ciudad y se desconocía la posición del nuevo teniente coronel de la Guardia Civil. En la tarde de ese día pasó por Ávila, camino de Madrid, una sección de guardias de Asalto de la compañía de Salamanca, reclamada por el gobierno, al mando del capitán Jesús Valdés Oroz.
Por su parte, los dirigentes del Frente Popular se reunieron en el Gobierno Civil, mientras grupos de jóvenes socialistas patrullaban las calles del centro. A medianoche llegó de Madrid en coche el diputado socialista José Felipe García Muro, quien informó al gobernador civil de que se dirigía a Madrid, pasando por Ávila, un tren de mineros asturianos, y de que el gobierno quería que se formaran milicias obreras con las armas confiscadas por la Guardia Civil, pero el teniente coronel Almoguera se excusó para dilatar el cumplimiento de la orden y finalmente no lo hizo.

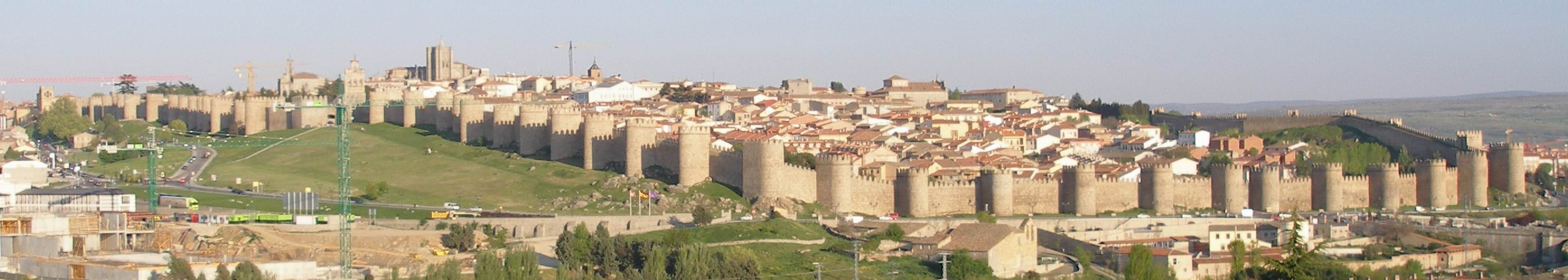
Vista panorámica de Ávila.

A las seis de la mañana del domingo 19 los guardias, que habían oído por la radio la proclamación del estado de guerra en toda la 7ª División, decidieron salir a la calle. En primer lugar detuvieron al gobernador civil y ocuparon la Casa del Pueblo. El jefe de la policía municipal detuvo en el ayuntamiento al alcalde, Eustasio Meneses Muñoz, y a los concejales del Frente Popular. A las siete de la mañana se leyó el bando con la declaración del estado de guerra, en la plaza del Mercado Chico, en el que se invita a “instaurar en la República española de un modo radical y desconocido hasta hoy, el respeto a la Ley, la Justicia, la Libertad y el Trabajo.” Poco después fueron liberados Onésimo Redondo y otros 18 falangistas que se encontraban en la cárcel, que se marcharon a Valladolid.
El comandante Vicente Costell se hizo cargo del gobierno civil y a continuación disolvió las gestoras del ayuntamiento y de la diputación, nombrando alcalde al capitán Pelegrín Iranzo Casanova y presidente de la diputación al capitán José Sáinz Llanos.
En muchos pueblos de la provincia no había guardias civiles porque se habían concentrado en la capital. En las cercanías, Mingorría –considerado como pueblo comunista<ref>«Revista de Estudios Históricos». p. 34.</ref>- fue tomado por la Guardia Civil después de un tiroteo. En general, el sur y sudoeste de la provincia, el valle del Tiétar, las sierras de Gredos y de San Vicente, y el nordeste, por el macizo de Peguerinos hasta cerca de San Rafael y el Alto del León, permanecieron leales al gobierno o en situación ambigua. Los militares sublevados temían la llegada del tren minero, y mientras tanto recibieron noticias de la entrada en el territorio abulense de una columna gubernamental dirigida por el teniente coronel Mangada, cuyo avance hacia la capital parecía imparable.
El 23 de julio llegaron a Ávila una centuria de Falange de Valladolid y una sección del regimiento de artillería pesada de Medina del Campo. La columna Mangada no siguió hacia la capital abulense, sino que prefirió tomar el importante nudo de carreteras de Villacastín.
El día 24 llegó un batallón del regimiento de infantería La Victoria, de Salamanca, que se dirigía al Alto del León, seguido por otro del mismo regimiento que llegó el día 27 para quedarse de guarnición, y dos escuadrones del regimiento de caballería Calatrava, de Salamanca, que se asentaron en Villacastín.

### Represión
Los hechos de armas a cargo de columnas nacionalistas y republicanas continuaron hasta finales de septiembre. También tuvo lugar una labor de represión y violencia ejercida contra civiles de ideología republicana. En este contexto, cayeron asesinados por milicias golpistas el pedagogo Daniel González Linacero —entonces director de la Escuela Normal de Magisterio de Palencia, y que se encontraba en Arévalo de vacaciones— y, también, un número indeterminado de abulenses, como los siete vecinos de Poyales del Hoyo sepultados en una fosa común situada en el término municipal de Candeleda y exhumados en 2010; en ambos casos, las autoridades franquistas inscribieron como causa de defunción «el Movimiento Nacional existente» o «la pasada guerra de la liberación», respectivamente.
Por otra parte, durante toda la guerra Ávila se convirtió en un importante centro de impresión de todo tipo de material bibliográfico de propaganda nacionalista.